# نیکلاس بریگز
نیکلاس بریگز (متولد ۲۹ سپتامبر ۱۹۶۱) بازیگر، نویسنده، کارگردان، طراح صدا، آهنگساز و صداپیشه انگلیسی است. او عمدتاً با مجموعه تلویزیونی علمی-تخیلی بی‌بی‌سی دکتر هو و مشتقات مختلفش، به ویژه به عنوان صداپیشه دالکها و سایبرمنها در سری قرن ۲۱ ارتباط دارد.
او همچنین تهیه‌کننده اجرایی بیگ فینیش پروداکشن است که چندین پادپخش را برای آن تهیه و کارگردانی و نویسندگی کرده و همچنین در بسیاری از آنها بازی کرده‌است.